# When You Touch Me
Singles par Freemasons
Uninvited
(2007) If
(2009)
Singles par Katherine Ellis
Stiletto Strutt
(2008) Control
(2009)
When You Touch Me est une chanson du duo britannique Freemasons sorti le 23 juin 2008. Sixième single extrait du second album studio des Freemasons, on retrouve la collaboration de la chanteuse Katherine Ellis. 

## Liste des pistes
When You Touch Me
| No  | Titre                                       | Auteur | Durée |
| --- | ------------------------------------------- | ------ | ----- |
| 1.  | When You Touch Me (Radio Edit)              |        | 3:15  |
| 2.  | When You Touch Me (Club Mix)                |        | 3:10  |
| 3.  | When You Touch Me (Original Club Mix)       |        | 6:07  |
| 4.  | When You Touch Me (Bart B More Vocal Mix)   |        | 6:04  |
| 5.  | When You Touch Me (Jean Maxwell Remix)      |        | 6:36  |
| 6.  | When You Touch Me (Barrat & Falconi Remix)  |        | 8:01  |
| 7.  | When You Touch Me (Bart B More Secured Dub) |        | 5:44  |
| 8.  | When You Touch Me (Jean Maxwell Dub)        |        | 6:40  |
| 9.  | When You Touch Me (Barrat & Falconi Dub)    |        | 7:58  |
| 10. | When You Touch Me (Instrumental)            |        | 3:15  |
| 11. | When You Touch Me (Accapella)               |        | 2:57  |

## Classement par pays
| Chart                                  | Meilleur position |
| -------------------------------------- | ----------------- |
| Royaume-Uni Singles Chart              | 23                |
| Bulgarie (IFPI)                        | 25                |
| Belgique (Flandre Ultratop 50 Singles) | 28                |
| Pays-Bas (Nederlandse Top 40)          | 32                |